# Tentativa de golpe de Estado no Camboja em 2000
A tentativa de golpe de Estado no Camboja de 2000 ocorreu em 24 de novembro de 2000 quando os Combatentes pela Liberdade Cambojana tentaram, sem sucesso, derrubar o governo do Camboja em um golpe de Estado fracassado. No que o grupo chamou de "Operação Vulcão", dezenas de rebeldes atacaram prédios governamentais em Phnom Penh na tentativa de depor o governo de Hun Sen.

## Planejamento
O líder dos Combatentes pela Liberdade Cambojana, Chhun Yasith, cidadão norte-americano naturalizado e ex-refugiado cambojano, viajou de sua casa na Califórnia para a fronteira entre Tailândia e Camboja em 1998 para se encontrar com membros das Forças Armadas Reais do Camboja que se opunham a Hun Sen e com ex-membros do Khmer Vermelho para organizar o complô. Chhun trabalhou para arrecadar fundos nos Estados Unidos, inclusive a bordo do Queen Mary, enquanto conspiradores no Camboja forneciam armas. Chhun organizou o ataque de um local na Tailândia. O grupo planejava atingir 291 alvos e conseguiu arrecadar US$ 50.000.

## Intentona golpista
Na manhã de 24 de novembro, cerca de 100 indivíduos armados atacaram o Ministério da Defesa e o prédio da polícia nacional. As autoridades interromperam o ataque antes que ele atingisse a residência do primeiro-ministro. Trinta e oito conspiradores, incluindo dois cidadãos norte-americanos, foram presos. Hun Sen participava de uma Cúpula da ASEAN no exterior e não estava no país. Pelo menos quatro pessoas morreram e várias dezenas ficaram feridas. Os ataques causaram danos mínimos e foram derrotados em poucas horas. O próprio Chhun permaneceu na fronteira tailandesa, com a intenção de liderar um novo governo caso o golpe fosse bem-sucedido. O porta-voz do governo, Khieu Kanharith, descreveu os ataques como terrorismo e não utilizou a palavra golpe.

## Consequências e investigações
O governo cambojano condenou 38 pessoas, incluindo dois cidadãos norte-americanos, pelo ataque. Chhun foi sentenciado à revelia. Mais tarde, foi investigado nos Estados Unidos e preso em junho de 2005 em conexão com a violência. Ele foi condenado em 2008 e sentenciado à prisão perpétua em 2010. Em 2010, Hun Sen sugeriu que o Partido Sam Rainsy, de oposição, teve um papel na tentativa de golpe.